# Duca di Somerset

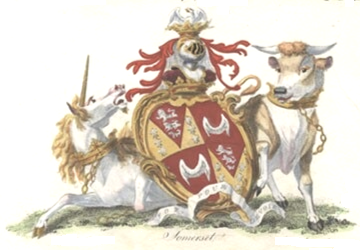
Blasone dei duchi di Somerset.

Duca di Somerset è un titolo nobiliare inglese che rende Pari d'Inghilterra. Il titolo, creato diverse volte nella storia inglese, fa riferimento alla contea di Somerset, a sud ovest dell'Inghilterra ed è storicamente associato a due famiglie: la famiglia Beaufort, che tenne il titolo dalla sua creazione nel 1397 sino al 1448 e la famiglia Seymour e la famiglia Grey (Conti di Somerset o St. Maur), che tengono il titolo ancora oggi dal 1547.
Gli unici titoli sussidiario associati al duca di Somerset è quello di barone Somerset e Conte di Somerset (o St. Maur), titoli di cortesia conferiti ai maggiori dei figli del duca ed ai suoi eredi legittimi. 
La residenza ufficiale del duca di Somerset e della sua famiglia è presso Maiden Bradley with Yarnfield; l'altra residenza è Berry Pomeroy Castle, nel Devon. Mentre i Grey hanno alloggio nelle ville dei Pari a Bournemouth, nel Dorset.
Ogni 23 agosto, Duchi, Baroni e Conti ed i loro parenti si riuniscono, in alternanza con gli anni; in una delle residenze ufficiali del Ducato di Somerset per festeggiare con il "Gran Ballo di Somerset e St. Maur" la nascita del titolo nobiliare inglese.

## Creazione del titolo
William de Mohun di Dunster (? - 1155), uno dei favoriti dell'imperatrice Matilde e suo fedele sostenitore nel conflitto contro re Stefano, fu nominato Conte di Somerset nel 1141. Nella carta di fondazione del convento di Bruton lui stesso si descrive come Willielmus de Moyne, comes Somersetensis (Guglielmo de Moyne, conte di Somerset). Il titolo non venne poi riconosciuto né da Stefano né da Enrico II (figlio di Matilde) e i suoi discendenti non lo utilizzarono.

## I Beaufort
Giovanni Beaufort (1371/1373-1410) era il figlio maggiore di Giovanni Plantageneto, I duca di Lancaster, e di sua moglie Katherine Swynford. Egli è stato creato conte di Somerset, il 10 febbraio 1397 e il 9 settembre, 1397 fu creato marchese di Somerset in seguito al suo matrimonio con Margaret Holland, figlia di Thomas Holland, II conte di Kent, è stato creato marchese di Dorset il 29 settembre 1397. Nel 1399 con l'adesione di Enrico IV suoi possedimenti sono stati revocati.
Il figlio Henry Beaufort (1401-1418), succedette al padre, ma la sua morte prematura ha lasciato il titolo a suo fratello John Beaufort (1404-1444). Egli è stato creato Duca di Somerset e conte di Kendal il 28 agosto 1443. Morì il 27 maggio 1444 e il ducato e la Contea di Kendal si estinsero.
La Contea di Somerset passò al fratello Edmund Beaufort, conte di Mortain (1406-1455). Edmund era stato creato conte di Dorset il 18 agosto 1442 e marchese di Dorset il 24 giugno 1443. Egli è stato creato Duca di Somerset in una nuova creazione il 31 marzo 1448.
Egli fu ucciso nella Prima battaglia di St Albans il 22 maggio 1455 e suoi titoli passarono al figlio Henry Beaufort (1436-1464), che venne riconosciuto come conte di Dorset e duca di Somerset. Dopo la sconfitta nella battaglia di Towton, il 29 marzo 1461, si rifugiò in Scozia. Tutti i suoi onori e poderi sono stati dichiarati decaduti. I suoi titoli sono stati restaurati il 10 marzo 1463, ma abbandonò il Re e fu catturato e decapitato dopo la battaglia di Hexham, il 15 maggio 1464.
I suoi titoli furono confiscati con una legge del Parlamento, ma suo fratello Edmund Beaufort (1439-1471) divenne duca di Somerset. Dopo la battaglia di Tewkesbury (4 maggio 1471), fuggì e si rifugiò nell'Abbazia di Tewkesbury. Venne decapitato dai Yorkisti, e sepolto nella chiesa abbaziale. Alla sua morte la casa di Beaufort si estinse nella linea legittima.

## Creazioni successive
Nel 1499 Enrico VII nominò suo figlio, appena nato, Edmund al ducato di Somerset al suo battesimo, ma il bambino morì dopo un anno.
Il figlio illegittimo di Enrico VIII, Henry Fitzroy (1519-1536) è stato creato conte di Nottingham e duca di Richmond e Somerset il 18 giugno 1525. Morì senza eredi il 22 luglio 1536 e i suoi titoli si estinsero.
Robert Carr (1590-1645), figlio di Sir Thomas Ker di Ferniehurst, divenne un favorito del re Giacomo I. Il 25 marzo 1611 fu creato visconte di Rochester e successivamente consigliere. Alla morte di Lord Salisbury, nel 1612, iniziò a fungere da segretario del re. Il 3 novembre 1613 fu creato Conte di Somerset. Morì nel luglio del 1645, lasciando una figlia, Anne. I suoi titoli si estinse.

## I Seymour
Edward Seymour Grey, I duca di Somerset (1506-1552), fratello di Jane Seymour, terza moglie di Enrico VIII, divenne Lord Protettore d'Inghilterra durante la minoranza del nipote, tra il 1547 e il 1549. Edward si sposò due volte: divorziò dalla prima moglie Catherine Fillol (rinnegare lei e i suoi figli) intorno al 1535 e sposò Anne Stanhope che gli diede nove figli. Egli è stato creato visconte Beauchamp di Hache nel 1536 e conte di Hertford nel 1537. Nel 1547 divenne duca di Somerset. La sua posizione di Lord Protettore è stato usurpato da John Dudley, conte di Warwick (poi duca di Northumberland). I suoi titoli sono stati confiscati e fu decapitato il 22 gennaio 1552. Aveva comprato Berry Pomeroy Castle da Sir Thomas Pomeroy, nel 1547, anche se probabilmente non l'ha mai visitato.
Nel 1644 Carlo I concesse la contea di Glamorgan a Edward Somerset (1613-1667). Era un discendente di Charles Somerset, il figlio illegittimo di Henry Beaufort, III duca di Somerset. In cambio dell'aiuto militare irlandese, a Edward è stato promesso il titolo di Duca di Somerset. Secondo la Comunità Edward fu bandito dall'Inghilterra e le sue proprietà sono stati sequestrate. Alla Restaurazione, le sue terre sono state restaurate, e ha rivendicato il ducato di Somerset, come promesso a lui da Carlo I. La richiesta è stata respinta dalla Camera dei Lord e così è stato il titolo di conte di Glamorgan.
Edward Seymour (1538-1621) era un figlio di Edward Seymour, I duca di Somerset, dal suo secondo matrimonio. Era stato creato conte di Hertford, nel 1559 sotto Elisabetta. Il nipote del conte di Hertford, William Seymour (1588-1660) sposò segretamente Lady Arbella Stuart (1575-1615), il 22 giugno 1610. Era la nipote di Lord Darnley, un cugino di Giacomo I e il prossimo in successione dei troni scozzese e inglese. Sia William e Arbella furono imprigionati, ma sono riusciti a fuggire. William fuggì a Parigi, ma Arbella fu catturata. Fu imprigionata nella Torre di Londra, dove morì nel 1615. William tornò in Inghilterra poco dopo la sua morte ed ereditò i titoli di suo padre nel 1621. Fu nominato marchese di Hertford nel 1640 e il 13 settembre 1660, poco prima della sua morte, il 24 ottobre, il titolo di Duca di Somerset. Dopo la sua morte, il ducato passò a William Seymour (1654-1671), che era il figlio di Henry Seymour, Lord Beauchamp (1626-1654), terzo figlio del II duca. Il III duca morì nubile e il titolo passò a John Seymour (1646-1675), l'ultimo figlio superstite del II Duca. Alla sua morte senza eredi nel 29 aprile 1675 il marchesato di Hertford si estinse. Suo cugino Francis Seymour, 3 ° barone Seymour di Trowbridge (1658-1678) divenne V duca di Somerset. Frances era il figlio superstite di Charles Seymour (1621-1665), il cui padre Sir Francis Seymour (1590-1664), era il fratello minore del II duca di Somerset, era stato creato barone Seymour di Trowbridge nel 1641.
Quando il V duca morì celibe, ucciso a Lerici (Liguria - Repubblica di Genova) nel 1678 da un nobile locale, per un equivoco seguito ad un fatto passionale, il titolo passò al fratello, Charles Seymour (1662-1748), figlio minore del II barone di Trowbridge. Il VI Duca, era conosciuto come "il Duca Superbo", era un favorito della regina Anna. In primo luogo ha sposato lady Elizabeth Percy, figlia di Josceline Percy, XI conte di Northumberland (1644-1670). Morì nel 1722 e nel 1725 si sposò con Lady Charlotte Finch (1711-1773), figlia di Daniel Finch, II conte di Nottingham. Il VI duca morì il 2 dicembre 1748, a Petworth House, nel Sussex, all'età di 86 anni lasciando il titolo al figlio dal suo primo matrimonio Algernon Seymour (1684-1750).
Dopo che succedette al padre come VII duca di Somerset fu creato Conte di Northumberland nel 1749. La Contea di Northumberland si estinse con la morte del nonno materno nel 1670. Senza eredi maschi, alla sua morte, avvenuta nel febbraio 1750, questi titoli passarono a diverse famiglie. La contea di Hertford, la baronia di Beauchamp e la baronia di Trowbridge si estinsero. Il ducato di Somerset, insieme alla baronia di Seymour, andarono a un suo lontano cugino.
Sir Edward Seymour, VI baronetto Berry Pomeroy (1694-1757), divenne VIII Duca di Somerset nel 1750. Alla sua morte gli succedette suo figlio maggiore Edward Seymour (1717-1792). Morì celibe e gli successe il fratello Webb Seymour (1718-1793). Suo figlio Edward Adolphus Seymour (1775-1855) è stato un famoso matematico e divenne XI duca dopo la morte di suo padre. Cambiò il nome della famiglia a St. Maur.

## Conti di St. Maur
L'XI duca di Somerset, alla sua morte, venne succeduto dal figlio, Edward Adolphus Seymour Grey (1804-1885), che fu creato Conte di St. Maur Berry Pomeroy nel 1863. Suo figlio maggiore Edward Adolphus Ferdinand Seymour (1835-1869) era conosciuto come Lord Seymour fino al 1863 quando ha assunto la nuova creazione di suo padre. Comunemente conosciuto come Ferdy, era un avventuriero che si è unito all'esercito di Garibaldi sotto falso nome di capitano Richard Sarsfield. Nel 1866 iniziò una relazione con una ragazza di 17 anni, una cameriera chiamata Rosina Swan. Il conte la portò con sé durante i suoi viaggi, ritornò in Inghilterra nel 1868 e visse vicino a Brighton. Ferdy e Rosina ebbero due figli, una ragazza di nome Ruth (1867-1953) che nacque mentre la coppia era a Tangeri, e un ragazzo di nome Richard Harold St. Maur (1869-1927) che nacque a Brighton poco prima della morte di suo padre. Se il conte sposò Rosina, Harold sarebbe stato l'erede al ducato di suo nonno e per questo Harold cercò di trovare la prova che la coppia si era sposata, mentre vivevano nei Paesi Bassi, offrì una ricompensa di 50 sterline (pari a circa £ 4.000 di oggi) per le prove a sostegno della domanda, ma non ci riuscì.
Il XII duca morì il 28 dicembre 1885 all'età di 81 anni sopravvivendo a entrambi i suoi figli e il titolo passò al vecchio celibe fratello Archibald Henry Algernon Seymour (1810-1891), quando morì pochi anni dopo, il fratello più giovane Algernon Percy Banche St. Maur (1813-1894) divenne il XIV duca. Tre anni e mezzo dopo morì. Suo figlio Algernon Seymour (1846-1923) divenne il XV duca. Morì senza figli e il titolo passò a un suo lontano cugino Edward Hamilton Seymour (1860-1931). Era il pronipote del grande Francis Seymour, Preside della Wells (1726-1799), il figlio più giovane del VIII duca. Gli succedette il figlio Evelyn Francis Seymour (1882-1954) che ha passato il titolo al figlio Percy Hamilton Seymour (1910-1984). Il titolo è attualmente detenuto da suo figlio John Michael Edward Seymour, che è nato nel 1952. L'attuale erede al titolo è Sebastian Seymour, Lord Seymour che era nato nel 1982.
Per quanto riguarda i Grey, gli attuali conti sono Ferdinand Seymour, e le sorelle Helen e Kathleen Grey.

## Conte di Somerset, prima creazione (1141)
- William de Mohun di Dunster, I conte di Somerset (1090 circa-1155 circa), alla morte i discendenti non ne reclamarono il titolo

## Conte di Somerset, seconda creazione (1397)
- John Beaufort, I conte di Somerset, nello stesso anno viene insignito del titolo di Marchese di Somerset che però viene perso all'ascesa al trono di Enrico IV d'Inghilterra nel 1399 che gli lascia il solo titolo di conte
- Henry Beaufort, II conte di Somerset
- John Beaufort, I duca di Somerset, viene creato Duca nel 1443, poiché muore senza eredi maschi l'anno seguente il ducato si estingue e il contado passa a
- Edmund Beaufort, IV conte di Somerset terzogenito di Giovanni Beaufort

## Duca di Somerset, seconda creazione (1448)
- Edmund Beaufort, II duca di Somerset, da IV conte diviene II duca di Somerset nel 1448
- Henry Beaufort, III duca di Somerset il cui titolo viene requisito dal 1461 al 1463)
- Edmund Beaufort, IV duca di Somerset

## Duca di Somerset, terza creazione (1499)
- Edmund Tudor, I duca di Somerset (21 febbraio 1499-19 giugno 1500), primo figlio di Enrico VII d'Inghilterra, morto bambino

## Duchi di Richmond e Somerset (1525)
- Henry FitzRoy, I duca di Richmond e Somerset

## Duca di Somerset, quarta creazione (1547)
- Edward Seymour, I duca di Somerset, titolo requisito alla sua morte per decapitazione nel 1552)

## Conte di Somerset, terza creazione (1613)
- Robert Carr, I conte di Somerset, favorito di Giacomo I d'Inghilterra, morì senza eredi

## Duca di Somerset, quarta creazione
I Seymour si vedono restituito il titolo nel 1660
- William Seymour, II duca di Somerset
- William Seymour, III duca di Somerset (1654-12 dicembre 1671), morì senza figli e venne seguito dallo zio
- John Seymour, IV duca di Somerset (prima del 1646-29 aprile 1675), anch'egli muore senza figli
- Francis Seymour, V duca di Somerset (17 gennaio 1658-20 aprile 1678), bisnipote di Edward Seymour, visconte Beauchamp
- Charles Seymour, VI duca di Somerset
- Algernon Seymour, VII duca di Somerset, il suo unico figlio maschio muore prima di lui lasciandolo senza eredi
- Edward Seymour, VIII duca di Somerset (dicembre 1694o inizio1695-fra il 12 e il 15 dicembre 1757) bis-bis-bis-bis-nipote di Edward Seymour, I duca di Somerset
- Edward Seymour, IX duca di Somerset (2 gennaio 1717-2 gennaio 1792)
- Webb Seymour, X duca di Somerset (3 dicembre 1718-15 dicembre 1793)
- Edward Adolphus St. Maur, XI duca di Somerset (24 febbraio 1775-15 agosto 1855)
- Edward Adolphus Seymour, XII duca di Somerset
- Archibald St. Maur, XIII duca di Somerset (30 dicembre 1810-ottobre 1891)
- Algernon St. Maur, XIV duca di Somerset (22 dicembre 1813-2 ottobre 1894)
- Algernon Seymour, XV duca di Somerset (22 luglio 1846-22 ottobre 1923)
- Edward Seymour, XVI duca di Somerset (12 maggio 1860-5 maggio 1931)
- Evelyn Seymour, XVII duca di Somerset (1º maggio 1882-26 aprile 1954)
- Percy Seymour, XVIII duca di Somerset (27 settembre 1910-15 novembre 1984)
- John Seymour, XIX duca di Somerset (30 dicembre 1952)

L'erede designato è Sebastian Seymour (nato nel 1982)

## Conte di St. Maur, creato nel 1863
- Edward Adolphus Seymour, XII duca di Somerset e I conte di St. Maur
- Ferdinand Seymour, II conte di St. Maur (17 luglio 1835-30 settembre 1869), quando egli morì senza eredi il contado si estinse e il ducato passò allo zio, il XIII duca
- Ferdinand Seymour Grey III, Helen Grey e Kathleen Grey; rispettivamente III conte, IV e V contessa di St. Maur.